# Bhamoina denticornis
Bhamoina denticornis es un coleóptero de la familia Chrysomelidae.
Fue descrita científicamente por primera vez en 2004 por Medvedev.